# Diocèse de Đà Nẵng

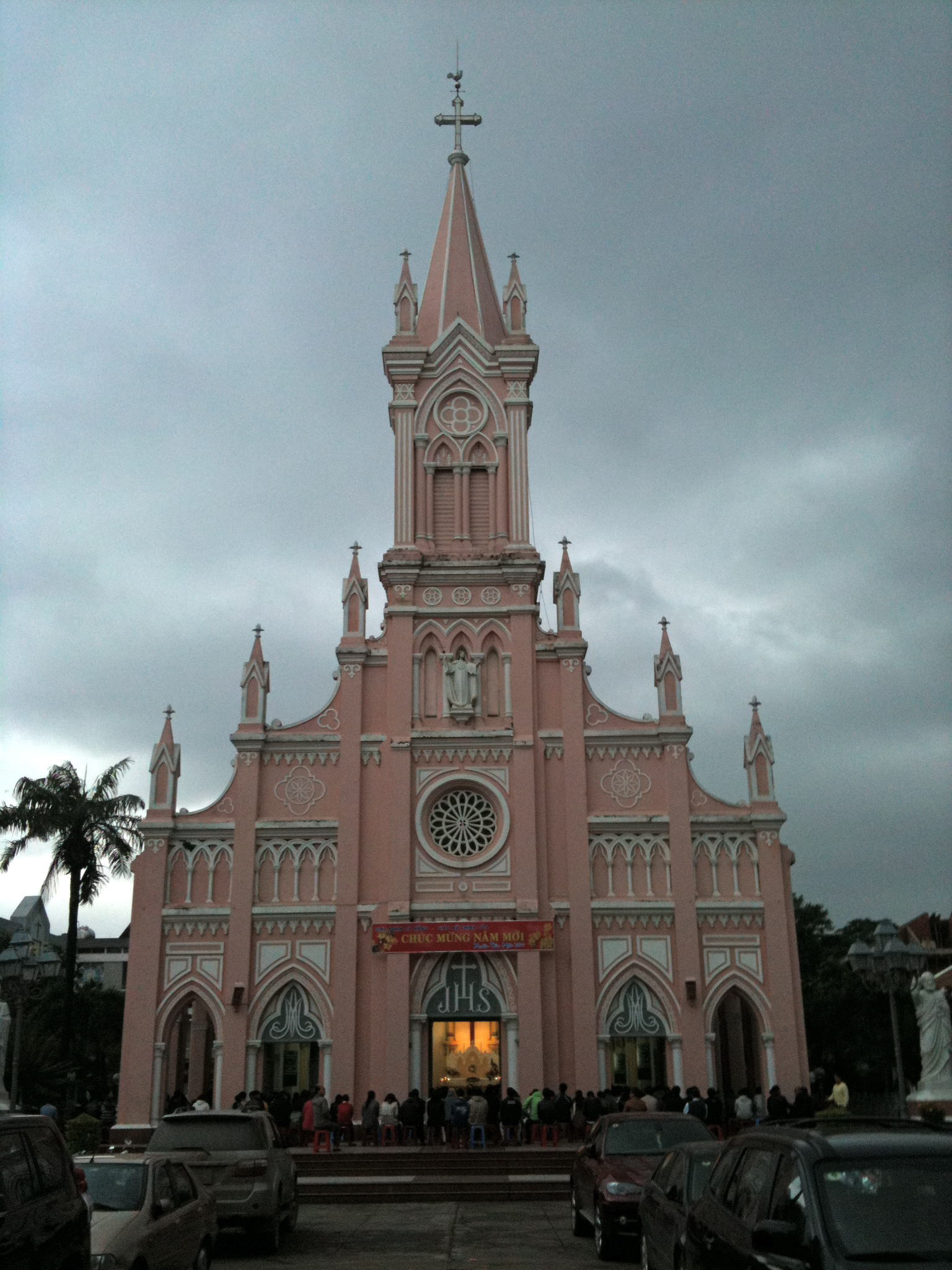
Façade de la cathédrale de Đà Nẵng

Le diocèse de Đà Nẵng (en latin : Dioecesis Danangensis ; en vietnamien : Giáo phận Đà Nẵng), est un territoire ecclésial de l'Église catholique au Viêt Nam, suffragant de l'archidiocèse de Hué. En 2006, il comptait 60 231 baptisés sur 2 300 000 habitants. Son titulaire actuel est Mgr Joseph Chau Ngoc Tri.

## Territoire
Le diocèse comprend la ville de Đà Nẵng (Tourane du temps de l'Indochine française), où se trouve la cathédrale du Sacré-Cœur.
Le territoire est subdivisé en 45 paroisses.

## Historique
Le diocèse a été érigé le 18 janvier 1963 par la bulle pontificale Naturalis in vitae de Jean XXIII, recevant son territoire du diocèse de Quy Nhon.

## Liste des ordinaires
- Pierre-Marie Pham-Ngoc-Chi † (18 janvier 1963 - 21 janvier 1988 décédé)
- François-Xavier Nguyên Quang Sách (21 janvier 1988 - 6 novembre 2000)
- Paul Nguyên Binh Tinh, P.S.S. (6 novembre 2000 - 13 mai 2006)
- Joseph Chau Ngoc Tri (13 mai 2006 - 12 mars 2016)
- Joseph Dang Duc Ngan (nommé le 12 mars 2016, installation prévue le 12 avril 2016)

## Statistiques
| année | baptisés | population totale | pourcentage de baptisés | prêtres | catholiques par prêtre | religieux(ses) | paroisses |
| ----- | -------- | ----------------- | ----------------------- | ------- | ---------------------- | -------------- | --------- |
| 1970  | 106 766  | 1 110 000         | 9,6                     | 81      | 1318                   | 375            | 38        |
| 1974  | 91 583   | 1 500 000         | 6,1                     | 90      | 1017                   | 506            | 38        |
| 1990  | 42 500   | 1 600 000         | 2,7                     | 45      | 944                    | 287            | 36        |
| 1995  | 52 000   | 1 952 000         | 2,7                     | 41      | 1268                   | 329            | 33        |
| 2001  | 54 205   | 2 081 759         | 2,6                     | 48      | 1129                   | 266            | 41        |
| 2003  | 57 870   | 2 183 369         | 2,7                     | 61      | 948                    | 368            | 41        |
| 2004  | 57 870   | 2 132 234         | 2,7                     | 68      | 851                    | 300            | 38        |
| 2006  | 60 231   | 2 300 000         | 2,6                     | 65      | 926                    | 315            | 45        |
| 2013  | 67 577   | 2 384 672         | 2,8                     | 74      | 913                    | 231            | 50        |